# هارييت هارمان
هارييت روث هارمان (من مواليد 30 يوليو 1950) هي سياسية ومحامية بريطانية عملت عضو في البرلمان (نائبة) لأكثر من 40 عامًا، منذ عام 1982 حتى عام 2024، مما يجعلها واحدة من أطول النواب خدمة في تاريخ بريطانيا. شغلت منصب عضو البرلمان عن كامبرويل وبيكهام من عام 1997 إلى عام 2024، وكانت سابقًا نائة عن دائرة بيكهام من عام 1982 إلى عام 1997. عضو في حزب العمال، عملت في مناصب مختلفة في مجلس الوزراء وحكومة الظل.

## نشأتها
وُلدت هارمان في لندن. وهي ابنة جون بيشوب هارمان، طبيب هارلي ستريت، وزوجته آنا ني سبايسر، المحامية التي تخلت عن ممارسة المهنة عندما أنجبت أطفالًا وكانت مرشحة الحزب الليبرالي عن هيرتفورد في الانتخابات العامة عام 1964. ، وتلقت تعليمها الخاص في مدرسة سانت بول للبنات قبل أن تنتقل لدراسة السياسة في جامعة يورك. بعد العمل في مركز برنت للقانون، أصبحت مسؤولة قانونية في المجلس الوطني للحريات المدنية، وهو الدور الذي وجدت فيه بتهمة ازدراء المحكمة بعد الدعوى التي رفعها المدعي العام السابق مايكل هافرز، وقد نجحت في رفع قضية هارمان ضد المملكة المتحدة إلى المحكمة الأوروبية لحقوق الإنسان، والتي وجدت أن هافرز قد انتهكت حقها في حرية التعبير.
تربطها صلة قرابة بالسياسي الليبرالي ريتشارد تشامبرلين عضو البرلمان. من خلال عمها اللورد باكينهام، ترتبط ارتباطًا وثيقًا برئيس الوزراء السابق ديفيد كاميرون، الذي واجهته كزعيمة للمعارضة. ابنة عمها راشيل بيلينغتون هي أيضًا العرابة لرئيس الوزراء السابق بوريس جونسون.